# Norskt Travderby
Norskt Travderby är en årlig travtävling på Bjerke Travbane utanför Oslo i Norge. Fyraåriga norskfödda varmblodiga travhästar kan delta. Finalen går av stapeln i september varje år och körs över 2600 meter med autostart. Förstapris är 1 miljon norska kronor. Det är Norges motsvarighet till Svenskt Travderby. Det är ett Grupp 1-lopp, det vill säga ett lopp av högsta internationella klass.

## Vinnare
| År   | Häst                | Kusk                   | Tränare               | Tid    |
| ---- | ------------------- | ---------------------- | --------------------- | ------ |
| 2021 | Kræsj               | Magnus Teien Gundersen | Geir Vegard Gundersen | 1.14,5 |
| 2020 | Iggy B.R.           | Magnus Teien Gundersen | Geir Vegard Gundersen | 1.14,3 |
| 2019 | Max Brady           | Geir Vegard Gundersen  | Geir Vegard Gundersen | 1.14,5 |
| 2018 | Gretzky B.R.        | Magnus Teien Gundersen | Geir Vegard Gundersen | 1.13,5 |
| 2017 | Cokstile            | Lars Anvar Kolle       | Jan Kristian Waaler   | 1.13,4 |
| 2016 | El Diablo B.R.      | Frode Hamre            | Frode Hamre           | 1.13,4 |
| 2015 | Glen Ord Superb     | Geir Vegard Gundersen  | Geir Vegard Gundersen | 1.13,8 |
| 2014 | Viking Va Bene      | Geir Vegard Gundersen  | Geir Vegard Gundersen | 1.14,7 |
| 2013 | Support Justice     | Geir Vegard Gundersen  | Geir Vegard Gundersen | 1.14,6 |
| 2012 | Juliano Rags        | Noralf Braekken        | Noralf Braekken       | 1.14,7 |
| 2011 | Muscles Wiking B.R. | Björn Goop             | Björn Goop            | 1.16,5 |
| 2010 | Makarov             | Erik Höitomt           | Gunnar Eggen          | 1.15,0 |